# María Jesús San Segundo

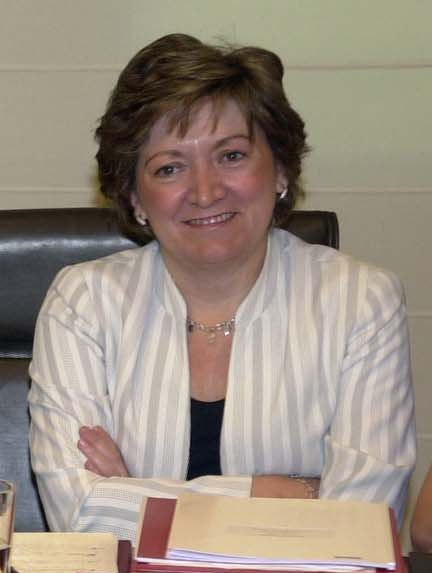
San Segundo im Juli 2005

María Jesús San Segundo Gómez de Cadiñanos (* 25. März 1958 in Medina del Campo; † 17. Dezember 2010 in Madrid) war eine spanische Wirtschaftswissenschaftlerin und Politikerin. Zwischen 2004 und 2006 war sie unter José Luis Rodríguez Zapatero Bildungsministerin.

## Werdegang
San Segundo graduierte 1980 in Wirtschaftswissenschaft an der Universität Baskenland, anschließend wechselte sie zum Masterstudium in die Vereinigten Staaten. Nachdem sie dieses 1982 an der Princeton University abgeschlossen hatte, absolvierte sie bis 1985 an der Hochschule erfolgreich ein Ph.D.-Studium. Anschließend kehrte sie als Teil des akademischen Personals an die Universität Baskenland zurück. Dort stieg sie bis zur Professorin auf, später lehrte sie auch an der Universität Carlos III. Zwischen 2000 und Januar 2004 war sie Vizerektorin der Madrider Hochschule.
Im Januar 2004 wurde San Segundo ins Schattenkabinett von Zapatero aufgenommen und nach den Parlamentswahlen im März 2004, aus denen die PSOE als Wahlsiegerin hervorging, am 17. April des Jahres als Bildungsministerin vereidigt. In der Folge initiierte sie zwei zentrale Reformvorhaben zur Bildung respektive den Universitäten. Nach einer Kabinettsumbildung im Zuge des Rücktritts des bisherigen Verteidigungsministers José Bono Martínez übergab sie im April 2006 ihr Amt an Mercedes Cabrera.
Kurze Zeit später wurde San Segundo im Juli 2006 zur spanischen Botschafterin bei der UNESCO bestellt, dieses Amt hatte sie bis kurz vor ihrem Tod inne. Kurz vor Weihnachten 2010 erlag sie im Alter von 52 Jahren einer Krebserkrankung.